# Železniční stanice Rechovot
Železniční stanice Rechovot (hebrejsky: תחנת הרכבת רחובות‎, Tachanat ha-rakevet Rechovot, oficiálně železniční stanice Rechovot Ehud Hadar, תחנת הרכבת רחובות אהוד הדר, Tachanat ha-rakevet Rechovot Ehud Hadar, podle Ehuda Hadara, bývalého ředitele Izraelských drah) je železniční stanice na železniční trati Tel Aviv-Aškelon v Izraeli.
Leží v centrální části Izraele v pobřežní nížině, v nadmořské výšce cca 50 metrů. Je situována do severní části města Rechovot v ulici Sara u-Šmu'el Gutholf, která západně od stanice ústí do ulice Herzl (lokální silnice číslo 412). Na jih od stanice se rozkládá Weizmannův institut věd, na severu na protější straně kolejiště jsou to komerční a průmyslové areály. Jde o hustě osídlenou oblast, dál k severu leží město Nes Cijona.
Stanice leží na historické trase železniční trati, kterou zde na lince Haifa-Lod-Káhira zprovoznily už roku 1919 britské mandátní úřady. Už v 1. polovině 20. století tu existovala železniční stanice. Trať byla po roce 1948 přerušena politickými hranicemi a po delší dobu nesloužila pro osobní přepravu. Nynější železniční stanice byla otevřena roku 1991. Tehdy šlo o konečnou stanici pro spoje Tel Aviv-Rechovot. Později byly otevřeny i další stanice jižněji odtud. Je obsluhována autobusovými linkami společnosti Egged. Jsou tu k dispozici parkovací místa pro automobily, prodejní stánky, automaty na nápoje, bankomat a veřejný telefon.